# Port lotniczy Pajala
Port lotniczy Pajala (IATA: PJA, ICAO: ESUP) – regionalny port lotniczy położony w Pajali, w Szwecji.

## Linie lotnicze i połączenia
| Linia lotnicza | Kierunek |
| -------------- | -------- |
| Jonair         | 1. Luleå |